# 白志东
白志东（1943年11月—）是一位中国统计学家。

## 生平
1943年11月，白志东出生于河北省乐亭县。于1982年5月在中国科学技术大学数学系获得博士学位。1982年至1984年，任中国科学技术大学数学系讲师、副教授。1984年9月到美国匹兹堡大学多元分析中心任访问研究员，1988年到美国宾夕法尼亚州立大学多元分析中心任高级研究员，1990年到美国天普大学统计系任副教授，1994年到中华民国国立中山大学应用数学系任教授，1997年到新加坡国立大学数学系任高级研究员。1999年至今，在新加坡国立大学概率与统计系任教授。2002年3月起，任东北师范大学数学与统计学院特聘教授。
1990年3月被评为第三世界科学院院士。他还是美国数理统计研究所特别研究员，国际统计协会会员，IMS会员，中国数学协会会员，中国概率统计协会常务理事，ICSA会员。曾任Journal of the Multivariate Analysis编委，Journal of Statistical Planning and Inference编委，Statistica Sinica副主编，Mathematical Review评论员，Zentralblatt Fur Mathematik评论员，Sankya副主编。

## 学术贡献
自1982年参加工作以来，一直从事概率统计中极限理论方面的研究。至今已发表学术论文160余篇，其中近120篇为SCI检索论文，另有10多篇乃应邀为各学术专著所写的章节。论文已被SCI引用近1000余次。研究领域包括：大维随机矩阵的谱分析理论，分布函数的渐进展开，模型选择，信号处理，M-估计，深度估计，临床试验中的序贯设计，算法中的应用概率等。主要贡献如下：
1. 白志东不等式的建立与经验谱分布收敛速度的估计。给经验谱分布收敛速度的估计开创了一种方法，并且对Wigner矩阵和大维样本协方差矩阵之经验谱分布给出了初步的收敛速度之估计。
2. 随机矩阵极端特征值的极限。解决了极端特征值的极限之确立关系到极限谱分布的可应用性等一系列重大理论与实用问题。
3. 圆律的证明。“圆律”是大维随机矩阵谱分析理论中一个最著名的猜想。经十多年努力，给出了一个可靠证明。
4. 线性谱统计量的中心极限定理。理论结果是在四阶矩一致可积（不假定同分布）的条件下获得的。为大维随机矩阵谱分析理论在数理统计，无线通讯等领域中的应用奠定了理论基础。
5. Edgeworth展开。首次提出了Partial Cramer条件的概念，并于在Ann. Statist.、JMVA及Sankya等杂志上发表的一系列文章中解决了这个问题。填补了没有Cramer条件不能渐进展开的空白。
6. 最大深度估计。这是1990年代以来统计学界最热门的研究领域之一，它的渐进分布一直是统计界研究的重点问题， 1999年与他人合作在美国最权威的统计杂志Ann.　Statist.上发表文章，给出了维数任意时最大深度估计的渐进分布是一个具有线性偏差高斯过程的最小最大解。其结果与方法对其他相关估计也是有益的。美国的《数学评论》对该成果作了很高的评价。
7. 模型选择。提出了广泛信息准则(GIC)，给出了强相合的条件。
8. 计算方法中的应用概率。2001年在Electronic Journal of Probability上发表的文章解决了多维立方体中随机点列的最大点个数的方差表达式及其中心极限定理的问题。